# (9777) Enterprise
(9777) Enterprise (1994 OB) – planetoida z grupy pasa głównego asteroid okrążająca Słońce w ciągu 3 lat i 260 dni w średniej odległości 2,4 j.a. Została odkryta 31 lipca 1994 roku w Nachi-Katsuura Observatory przez Yoshisadę Shimizu i Takeshiego Uratę. Nazwa planetoidy pochodzi od statku Enterprise występującego w serialach Star Trek.